# Adolfo Eugênio Soares Filho
Adolfo Eugênio Soares Filho (João Pessoa, 6 de setembro de 1874 — ?, ?) foi um político brasileiro. Exerceu o mandato de deputado federal constituinte pelo Maranhão em 1934.
Se formou em 1893 pela Faculdade de Direito de Recife.
Começou a carreira política no Maranhão, onde foi chefe de polícia no nos governos de Benedito Pereira Leite e Artur Quadros Colares Moreira. Ocupou também o cargo de secretário da Fazenda do governo de Urbano Santos entre 1919 e 1921 e, em 1921, tornou-se desembargador do Tribunal de Justiça do estado. 
Fez parte da campanha da Aliança Liberal entre 1929 e 1930. Após a Revolução de 1930, presidiu a Junta de Justiça.

Em 1933, foi eleito deputado à Assembléia Nacional Constituinte pelo estado do Maranhão pelo Partido Republicano. Integrou a Comissão dos 26, responsável pelo estudo do anteprojeto da constituição e de elaborar emendas. Após a promulgação da nova constituição, teve o mandato prorrogado até 1935.